# M/T Zadar
M/T Zadar je trajekt za dužobalne i međunarodne linije, u sastavu flote hrvatskog brodara Jadrolinije. Brod je izgrađen 1993. godine u Španjolskoj. Najčešće održava međunarodnu liniju Zadar - Ancona.
Trenutno prometuje na liniji Split - Stari Grad. 
Brod ima kapacitet prijevoza 1025 osoba i 280 automobila. Može postići maksimalnu brzinu od 17,5 čvorova.

## Galerija
- Uvlačenje ulazne rampe trajekta Zadar u zadarskoj luci
- Zatvaranje pramca
- Trajekt Zadar spreman za isplovljavanje
- Odlazak iz luke

## Vanjske poveznice
|  | Zajednički poslužitelj ima još gradiva o temi M/T Zadar |